# Kompozice literárního díla
Kompozice literárního díla značí jednak uspořádání syžetu ve vztahu k fabuli — to je tzv. kompozice vnitřní, jednak uspořádání textových segmentů, např. předmluvy, dedikace, motta, kapitol apod. - tedy tzv. kompozice vnější. Pojem kompozice vnější (v češtině jej razí Daniela Hodrová v knize ... na okraji chaosu...) je totožný s pojmem horizontální členění textu. Analogický pojem vertikální členění textu však již nemá primární souvislost s literární kompozicí, jedná se spíše o termín lingvistický aplikovaný na texty odborné.
Typy kompozice vnitřní: např. lineární (fabule se shoduje se syžetem), retrográdní, rámcová (rámcující) apod. Kompozice vnější zahrnuje i problematiku a typologii začátků a konců.